# Jürgen Rauen
Jürgen Rauen (* 1947 in Offenbach am Main) war der Vorsitzende der Geschäftsführung des Gesamtunternehmens Veolia Umweltservice und trug als Chief Executive Officer die Verantwortung für das Unternehmen.
Jürgen Rauen studierte Betriebswirtschaft an der Bergischen Universität Wuppertal sowie am International Institute for Management Development in Genf. Er war als Sales Manager Europe bei der Unicorn Ind Ltd, UK beschäftigt. Er war von 1982 bis 1999 beim Automobilzulieferer ERA Ernstmeier-Beteiligungs GmbH als Managing Director tätig, bevor er im Jahr 2000 zu SULO stieß. Die Entsorgungssparte von SULO wurde im Jahre 2007 von Veolia Environnement übernommen und firmierte zu Veolia Umweltservice um. Nach der Übernahme wurde Rauen auch Vorsitzender der Geschäftsführung des neuen Unternehmens. Er ist verheiratet und hat eine Tochter.
| Personendaten    | Personendaten     |
| ---------------- | ----------------- |
| NAME             | Rauen, Jürgen     |
| KURZBESCHREIBUNG | deutscher Manager |
| GEBURTSDATUM     | 1947              |
| GEBURTSORT       | Offenbach am Main |